# Parrocchie civili del West Sussex
Questa è una lista delle parrocchie civili del West Sussex, Inghilterra.

## Adur
- Coombes
- Lancing
- Sompting
- Shoreham-by-Sea
- Southwick

## Arun
- Aldingbourne
- Aldwick
- Angmering
- Arundel
- Barnham
- Bersted
- Bognor Regis (town)
- Burpham
- Clapham
- Climping
- East Preston
- Eastergate
- Felpham
- Ferring
- Findon
- Ford
- Houghton
- Kingston
- Littlehampton (town)
- Lyminster
- Madehurst
- Middleton-on-Sea
- Pagham
- Patching
- Poling
- Rustington
- Slindon
- South Stoke
- Walberton
- Warningcamp
- Yapton

## Chichester
- Apuldram (Appledram)
- Bepton
- Bignor
- Birdham
- Bosham
- Boxgrove
- Bury
- Chichester
- Chidham
- Cocking
- Compton
- Donnington
- Duncton
- Earnley
- Eartham
- Easebourne
- East Dean
- East Lavington
- East Wittering
- Ebernoe
- Elsted with Treyford (2003)
- Fernhurst
- Fishbourne
- Fittleworth
- Funtington
- Graffham
- Harting
- Heyshott
- Hunston
- Kirdford
- Lavant
- Linch
- Lodsworth
- Loxwood
- Lurgashall
- Marden
- Midhurst (town)
- Milland
- North Mundham
- Northchapel
- Oving
- Petworth
- Plaistow and Ifold
- Rogate
- Selsey
- Sidlesham
- Singleton
- Southbourne
- Stedham with Iping
- Stopham
- Stoughton
- Sutton and Barlavington
- Tangmere
- Tillington
- Trotton with Chithurst
- Upwaltham
- West Dean
- West Itchenor
- West Lavington
- West Thorney
- West Wittering
- Westbourne
- Westhampnett
- Wisborough Green
- Woolbeding

## Crawley
La New Town di Crawley è divisa in neighbourhoods (vicinati).

## Horsham
- Amberley
- Ashington
- Ashurst
- Billingshurst
- Bramber
- Broadbridge Heath
- Coldwaltham
- Colgate
- Cowfold
- Henfield
- Itchingfield
- Lower Beeding
- North Horsham
- Nuthurst
- Parham
- Pulborough
- Rudgwick
- Rusper
- Shermanbury
- Shipley
- Slinfold
- Southwater
- Steyning
- Storrington and Sullington
- Thakeham
- Upper Beeding
- Warnham
- Washington
- West Chiltington
- West Grinstead
- Wiston
- Woodmancote

## Mid Sussex
- Albourne
- Ardingly
- Ashurst Wood (2000)
- Balcombe
- Bolney
- Burgess Hill (town)
- Cuckfield
- Cuckfield Rural
- East Grinstead
- Fulking
- Hassocks (2000)
- Haywards Heath (town)
- Horsted Keynes
- Hurstpierpoint
- Lindfield
- Lindfield Rural
- Newtimber
- Poynings
- Pyecombe
- Slaugham
- Turners Hill
- Twineham
- West Hoathly
- Worth

## Worthing
La città di Worthing è suddivisa in tredici ward.

## Fonti
- Consigli di parrocchia e di città del West Sussex, su westsussex.gov.uk (archiviato dall'url originale il 27 febbraio 2009).
- Censimento del 2001; West Sussex con grafici della popolazione